# Taki Taki
Taki Taki is een nummer uit 2018 van de Franse DJ Snake, met vocals van de Amerikaanse zangeres Selena Gomez, de Puerto Ricaanse zanger Ozuna en de Amerikaanse rapper Cardi B. Het nummer bevat zowel Spaanstalige als Engelstalige strofes.
Het nummer werd over de hele wereld een grote hit. In DJ Snake's thuisland behaalde het nummer de 2e positie. In de Amerikaanse Billboard Hot 100 haalde "Taki Taki" de 11e positie. In de Nederlandse Top 40 wist het nummer de 4e positie te behalen, en in de Vlaamse Ultratop 50 de 15e. Het nummer ging diamant in Frankrijk, waarmee het zich het zich het zesde liedje ooit in Frankrijk maakt met de diamanten status.